# Conde de Somorrostro
El Conde de Somorrostro fue el título otorgado a Nicolás Ollo y Vidaurreta por el rey Carlista para premiar las acciones de guerra y méritos relevantes, así como la lealtad, la consecuencia y el sacrificio en pro de su causa.

## Historia
Los monarcas carlistas otorgaron títulos del reino para premiar acciones de guerra o méritos relevantes, así como la lealtad, la consecuencia y el sacrificio en pro de su causa. Algunos de estos títulos se concedieron a personas de Navarra o tienen una denominación vinculada a la misma como homenaje y recuerdo a lo que representó en la historia de las contiendas civiles. En el caso de Nicolás Ollo y Vidaurreta, obtuviero el título de  denominación no navarra, conde de Somorrostro. La Ley de 4 de mayo de 1948 por la que se restablece la normativa anterior al 14 de abril de 1931, dispone que se reconoce, según los mismos llamamientos establecidos en la legalidad, el derecho a ostentar y usar las grandezas y títulos del Reino concedidos por los monarcas de la rama tradicionalista, previo el cumplimiento de los requisitos vigentes y siempre que se conserven las reales cédulas de concesión. En caso de pérdida será preciso demostrar en forma fehaciente la existencia de aquellas.